# Сутиський парк
Сутиський парк — парк-пам'ятка садово-паркового мистецтва місцевого значення, розташований на території смт Сутиски Тиврівського району Вінницької області. Оголошений відповідно до Рішення облвиконкому № 371 від 29.08.1984 р.
У другій половині XIX століття відставний офіцер Генерального штабу полковник Гейден на берегах Південного Бугу в селі Сутиски, за 7 кілометрів від Тиврова, заклав ландшафтний парк, а посеред нього на високому пагорбі з'явилася споруда розкішного палацу Гейдена.
Насадження займають 20 гектарів і представлені, в основному, такими місцевими породами: дуб, граб, ясен, клен, ялина, береза. Зростають також липа американська, туя західна, акація біла, вільха, верба та ряд чагарників. Усього в Сутиському парку нараховується 50 видів деревно-чагарникових порід.
Гарно виглядає головна алея, що веде до центральної садиби. Алея оформлена зеленого смугою живоплоту з бирючини, на фоні якого — ряди тополі китайської та пірамідальної. Особливо чудові схили парку над Південним Бугом. Величезні брили каміння, що рясно всіяли пагорб, у поєднанні з насадженнями та великими ділянками галявини на березі річки створюють для художників оригінальні пейзажі. З крутого схилу, де розташований палац, відкривається вид на протилежний берег Бугу.